# Spasmes (film)
Pour la contraction musculaire, voir Spasme.
Pour plus de détails, voir Fiche technique et Distribution.
Spasmes est un film canadien, sorti en 1983.

## Synopsis
Un serpent géant est capturé dans l'île et il est transféré aux laboratoires des États-Unis, mais l'animal s'échappe et attaque tout le monde.

## Fiche technique
- Titre français : Spasmes
- Réalisation : William Fruet
- Scénario : William Fruet et Don Enright d'après le livre de Michael Maryk et Brent Monahan
- Photographie : Mark Irwin
- Musique : Eric Robertson
- Pays d'origine : Canada
- Format : Couleurs - Mono
- Genre : horreur
- Durée : 90 minutes
- Date de sortie : 1983
- Interdit aux moins de 12 ans

## Distribution
- Peter Fonda : Dr Tom Brasilian
- Oliver Reed : Jason Kincaid
- Kerrie Keane : Suzanne Cavadon
- Al Waxman : Warren Crowley
- Miguel Fernandes : Mendes / Tasaki
- Marilyn Lightstone : Dr Claire Rothman
- Angus MacInnes : Deacon Tyrone
- Gerard Parkes : Capitaine Novack
- Walker Boone : Sergent Brody